# 궤도 기동 시스템

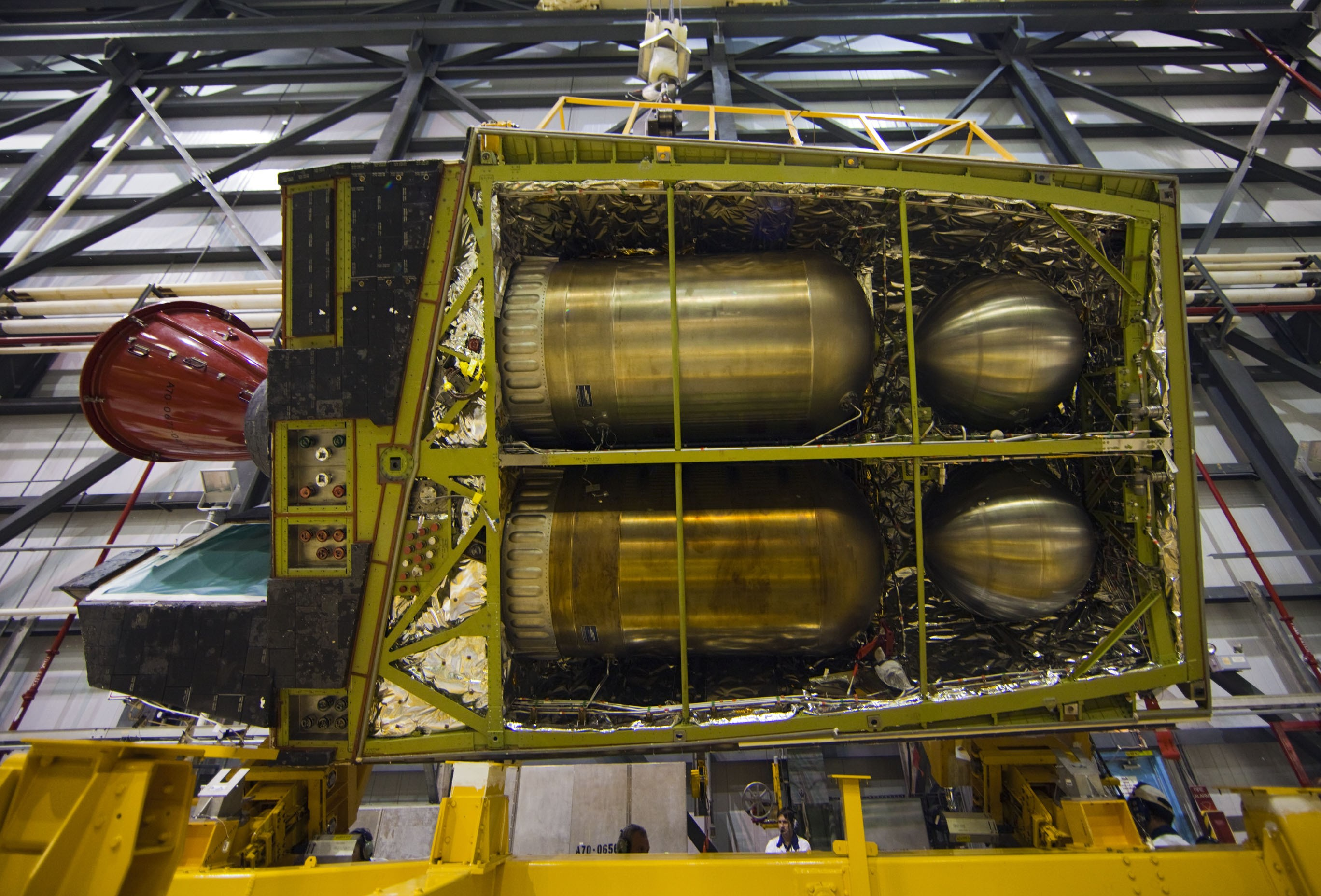

궤도 기동 시스템(Orbital Maneuvering System, OMS)은 우주왕복선에서 궤도 진입 및 궤도 이동시에 사용되는 로켓 형태의 엔진 시스템이다. 우주왕복선 뒤쪽, 꼬리 날개 좌우로 두 개의 OMS 포드가 붙어있으며, 각 포드는 하나의 하이퍼골릭 엔진으로 이루어져 있다. 여기에 사용되는 엔진은 아폴로 우주선 서비스 모듈에 있었던 서비스 추진 시스템(Service Propulstion System)에 기반을 두고 있으며, 27 킬로뉴턴(6,000 lbf)의 추력을 제공한다. OMS는 100회의 임무동안 재사용될 수 있으며, 1,000번의 점화와 15시간의 분사가 가능하다. OMS 포드는 때로는 후방 반동 제어 시스템(RCS) 엔진도 지니고 있으며, 이러한 까닭에 OMS/RCS라고 불리기도 한다.
궤도 기동 시스템이라는 용어는 단지 우주왕복선에서만 사용되는 것이 아니라 일반적으로는 궤도에서 움직이기 위해 사용되는 임의의 시스템을 지칭할 수도 있다.